# МДК-3
МДК-3 — військово-інженерна машина для копання котлованів. 
Випускалася за часів СРСР у Харкові. 
У 2014 році ця машина використовується для створення рову на українсько-російському кордоні.

## Призначення
Машина для уривки котлованів МДК-3 є подальшим розвитком машини МДК-2 м і призначена для відриття окопів і укриттів для техніки, котлованів під фортифікаційні споруди (бліндажі, сховища, вогневі споруди).

## Історія створення
Проєктування нової котлованної машини для заміни у військах застарілих машин МДК-2 і МДК-2М почалося практично одночасно з проєктуванням шляхопрокладача  БАТ-2 у відділі № 61 конструкторського бюро  ім. В.О.. Малишева  (Харків) під керівництвом головного конструктора П.І. Сагіра в кінці 70-х років минулого століття. 
На озброєння виріб 453 (заводський індекс) була прийнята в кінці 80-х років під назвою котлованна машина МДК-3. Її серійне виробництво було організовано на Харківському заводі транспортного машинобудування ім. Малишева. Розвал СРСР в 1991 р не дозволив розгорнути повномасштабне виробництво нової машини, проте невелика кількість МДК-3 в війська   потрапила. 
Корпус МДК-3, двигун, трансмісія, підвіска і ходова частина в цілому повністю аналогічні відповідним вузлам  і агрегатам важкого гусеничного тягача-транспортера МТ-Т, що випускався на тому ж заводі. Спеціальне обладнання котлованних машин  включає бульдозерне обладнання, розпушувач і комплект екскаватора. Робочим органом екскаватора є фреза з метальником, що забезпечує високу продуктивність при уривці котлованів. Потужний бульдозер служить для вирівнювання майданчиків і може встановлюватися з перекосом в обидві сторони, що дає можливість проводити роботи на схилах висот і косогорах. Розпушувач прискорює земляні роботи в твердих ґрунтах. У кабіні машини передбачено місця для установки радіостанції Р-123М, і встановлено ФВУ.

## Опис

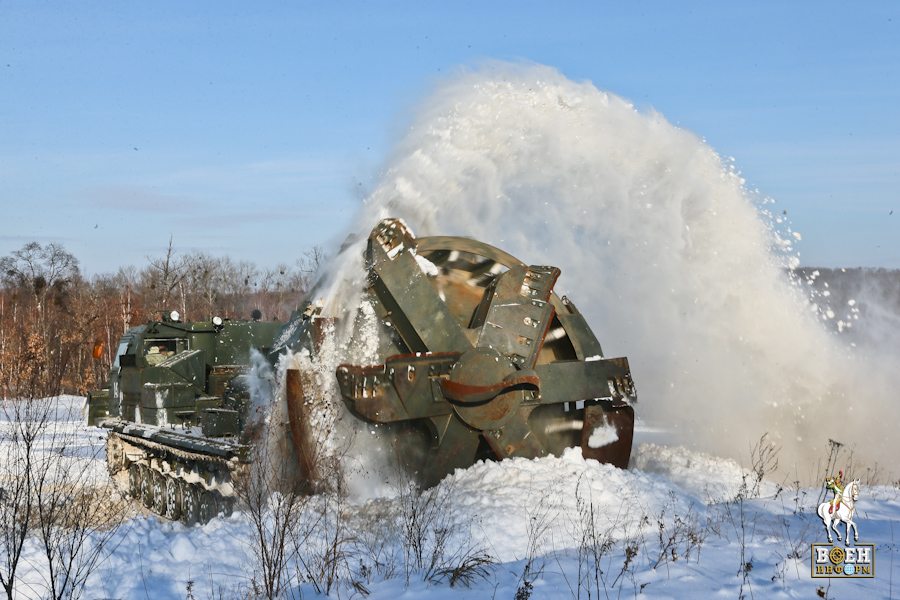
Робота МДК-3 взимку

МДК-3 за принципом дії являє собою навісний роторний траншейний екскаватор поперечного копання.
Створена для інженерних військ. Спроєктована на базі тягача МТ-Т, є подальшим розвитком машини МДК-2М. 
Робочий орган МДК-3 являє собою роторну фрезу з відкидачем. Машина обладнана регульованим бульдозерним відвалом і розпушувачем. 
Кабіна екіпажу розташована в передній частині корпусу машини. Кабіна герметизована, вміщує до п'яти чоловік, включаючи водія.
- Розміри котлованів: 
  - ширина по дну 3.7 м,
  - глибина до 3.5 м,
  - Довжина за потребою.
- Класи розроблюваних ґрунтів I–IV.
- Продуктивність за кількістю вийнятого ґрунту 500–600 куб. м. на годину.
- За деякими джерелами продуктивність досягає 800 м³ на годину.

Для уривки котлованів ґрунт, що  розробляється, укладається в одну сторону, вліво від котловану у вигляді бруствера. При необхідності влаштування бруствера з обох сторін для другого проходу необхідно змінити напрямок уривки. Початок і кінець котловану являють собою пологі апарелі з ухилом 15 градусів. 
Бульдозерне обладнання дозволяє використовувати машину для засипки котлованів, влаштування пологих спусків. 
Допоміжним обладнанням є потужне бульдозерне обладнання та ікло - розрихлювач для мерзлих ґрунтів, що значно підвищило можливості машини в порівнянні зі старою.